# Гаумата
Гаумата (още известен като Лъже-Смердис, Бардия, Смердис, Оропаст или Сфендадатили Мардос) е персийски цар, наследил престола на Камбиз II и управлявал от 1 юли до 29 септември 522 пр.н.е.

## Бехистунската стела
В Северозападна Персия Дарий I издига многоезична стела с описание на обстоятелствата около своето възцаряване. Ако се вярва на Бехистунския надпис на Дарий I, този Гаумата „бил узурпатор и не бил брат на цар Камбиз, а персийски маг“, който се възползвал от настаналата суша и народното недоволство поради глада и данъците, както и от факта, че Камбиз бил на военен поход в Египет и Куш и въстанал на 11 март 522 пр.н.е.

## Сънят на Камбиз
Според Херодот, цар Камбиз II сънува сън в Египет, че брат му е възцарен и главата му се опира в небето и тогава, след събуждането си, изпраща служителя си Прексасп в Суза, за да убие брат му Смердис. Не след дълго, вече съжалявайки за братоубийствената си постъпка и при получаване на вестите за въстанието на Гаумата в Персия, той (според Херодот) осъзнава, че сънят се е отнасял не до Смердис, а до мага Гаумата и през срам и ужас от истинността на пророческия сън, Камбиз преустановява похода си и поема обратно към Персия. Качвайки се на коня си без да иска се пробожда в бедрото със собствения си меч и то на същото място, където неотдавна наранил статуята на бог Апис в Египет. По време на това Камбиз е в сирийския град Екбатана. Вярвайки в свръхестествеността на тази поличба, и спомняйки си оракулските думи от по-рано, че той, Камбиз, ще умре в град Екбатана, той до такава степен се ужасява, че в рамките на няколко дни най-вероятно от инфекция, Камбиз издъхва, след като бил царувал само 7 години и 5 месеца.

## Цар Гаумата
Гаумата поема короната и управлението на страната при вестта за смъртта на Камбиз на 1 юли 522 пр.н.е. При вестта за възкачването на престола на Гаумата (Смердис) трима от най-висшите благородници в лагера на Камбиз се събрали с решението да премахнат „узурпатора“. С династични бракове те били свързани един с друг, като дъщерята на Отан била омъжена за Камбиз, а по традиция след унаследяването на престола новият цар унаследявал и жените на предишния. Така, информация от дъщерята на Отан, идваща от двореца на Гаумата, била повод да се съберат и да търсят как да го премахнат. Тези били предвождани от Отан, като той довел още един съзаклятник – Интаферн; другите двама били Гобрий и Асфатин и те също довели по още един съзаклятник – Гобрий довел Мегабиз, а Асфатин довел Хидарн. Дарий, който бил шурей на Камбиз, бил женен за неговата сестра, също се присъединил към конспираторите. По думите на Дарий, Гаумата не можело да бъде Смердис, защото той знаел със сигурност, че Камбиз бил наредил по-малкият му брат Смердис да бъде убит, за да си подсигури спокойствие на престола.

## Успех на съзаклятието
В нощта на 28 срещу 29 септември 522 пр.н.е. в крепостта Сикаяуватиш на областта Нисъя, в Персия, съзаклятниците се събират и умъртвяват Гаумата и брат му. Дарий пробожда с меча си Гаумата докато Гобрий го държи. Управлението на Гаумата трае само 3 месеца. През това кратко време успял да си създаде врагове измежду персийските благородници понеже отменил за три години данъците в провинциите и набирането на войници. За тези му дела азиатските васали били признателни и страдали при вестта за смъртта му, но персийските висши сановници били разгневени, тъй като те печелели, като си оставяли част от събраните такси и налози и така се препитавали.

## Оспорване на версията на Дарий
Много историци оспорват истинността в стелата на Дарий като негова лична машинация, за да узурпира престола и да се възцари без династични права за това. Сам Дарий отделя значително внимание на пространни обяснения за царствения си произход от Ахеменидската династия. Според историци версията на Дарий е твърде усложнена, за да е вярна, с намеса на свръхестествени пророчески сънища и зли магове.